# Высокое (Херсонская область)
Высо́кое (укр. Високе) — село в Тягинской сельской общине Бериславского района Херсонской области Украины.
Почтовый индекс — 74323. Телефонный код — 5546. Код КОАТУУ — 6520680601.

## Население
Население по переписи 2001 года составляло 1030 человек.

### Языковой состав
Родной язык населения по данным переписи 2001 года:
| Язык       | Численность, чел. | Доля     |
| ---------- | ----------------- | -------- |
| Украинский | 987               | 95,83 %  |
| Русский    | 40                | 3,88 %   |
| Другое     | 3                 | 0,29 %   |
| Итого      | 1 030             | 100,00 % |

## Местный совет
74323, Херсонская обл., Бериславский р-н, с. Высокое, ул. Широкая, 2